# Li Haonan
Li Haonan (Fuyang, República Popular China, 13 de julio de 1999) es un jugador de baloncesto chino. Shiyan compitió en los Juegos Olímpicos de Tokio 2020.